# Фудзівара но Йошіфуса
Фудзівара но Йошіфуса (*藤原 良房, 804  —7 жовтня 872) — середньовічний державний діяч Японії, 2-й японський регент (сеш-шьо) у 858—864 та 866—872 роках. Відомий як «Міністр Сомедомо» (Сомедомо но Дайдзін) та «Шіракава-доно». Посмертне ім'я «Чуджін Ко».

## Життєпис
Походив з аристократичного роду Фудзівара. Другий син Фудзівара но Фуюцуґу, Лівого міністра й поета, та Фудзівара но Міцуко. Народився у 804 році. У 826 році втратив батька.
Завдячуючи належності до впливового роду та особистому хисту в правління імператора Німмьо у 834 році стає імператорським радником та членом Великої державної ради. Вже у 835 році призначається тимчасовим середнім державним радником. У 840 році стає головним середнім державним радником. Вже у 842 році Фудзівара но Йошіфуса отримує посаду старшого державного радника. 848 року призначається Правим міністром.
Фудзівара но Йошіфуса успішно продовжив кар'єру за імператора Монтоку, який вступив на трон у 850 році. Зумів влаштувати шлюб своєї доньки Акірокейко з імператором. Завдяки цьому значно зміцнив своє політичне становище. У 857 році призначається великим державним міністром, очоливши імператорський уряд.
У 858 році після смерті імператора Монтоку новим володарем став онук Фудзівара но Йошіфуси — Сейва. Втім з огляду на малий вік останнього (мав лише 8 років) було оголошено регентство, яке очолив Фудзівара. Він став першим регентом неімператорської крові та другим регентом в історії Японії (після принца Сьотоку, що діяв у VII ст.) Йошіфуса заснував династію регентів з роду Фудзівара.
У 864 році після церемонії, що засвідчувала повноліття імператора, Фудзівара пішов з посади регента. Ймовірно це відбулося внаслідок інтриг кланів-суперників. Але вплив роду Фудзівара був ще значним. У 866 році, скориставшись заворушеннями відомими як Оттемон- но хен (підпал Оттемону — Брами небесного побажання добра), який можливо влаштував сам, Фудзівара но Йошіфуса повернув собі посаду регента, відсторонивши спочатку від посади лівого міністра Мінамото но Макото, апотім позбавивши вищих посад роди Кі і Отомо.
Фудзівара но Йошіфуса вправно залагодив конфлікти й продовжив своє фактичне керування імперією до своєї смерті у 872 році. Перед, оскільки не мав синів, всиновив небожа — сина його старшого брата Наґара — Мотоцуне. Останній також успадкував посаду очільника уряду та регента імперії.